# طراحی بازی

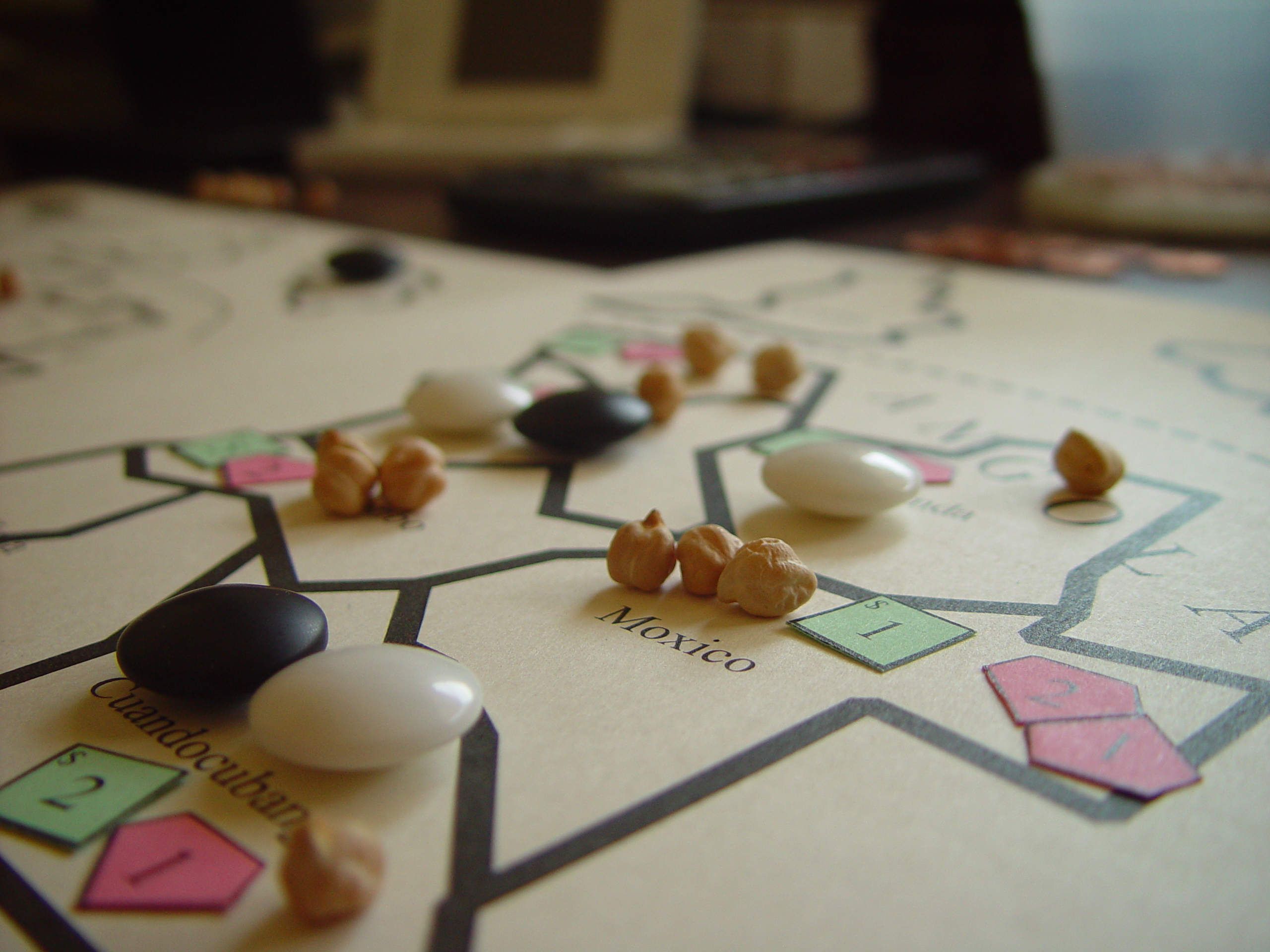
یک نمونه اولیه کاغذی که به عنوان بخشی از پروسهٔ طراحی بازی ویدئویی Diamond Trust of London ساخته شده‌است

طراحی بازی هنر اِعمال طراحی و زیبایی‌شناسی برای ایجاد یک بازی برای سرگرمی یا اهداف آموزشی، ورزشی یا تجربی است. همچنین به‌طور روبه‌گسترش، المان‌ها و اصول طراحی بازی در تعاملات دیگر نیز به صورت بازی‌وارسازی اعمال می‌شوند. رابرت زوبِک، طراحی بازی را با شکستن آن به المان‌هایش تعریف می‌کند:
- مکانیک و سیستم‌ها، که قوانین و اشیاء موجود در بازی هستند
- گیم‌پلی، که تعامل بین بازی‌کن و آن مکانیک‌ها و سیستم‌ها است
- تجربه بازی‌کن، که احساسی است که بازی‌کن‌ها هنگام بازی تجربه می‌کنند

بازی‌هایی مانند بازی‌های رومیزی، بازی‌های ورقی، بازی‌های تاسی، بازی‌های کازینو، بازی نقش آفرینی، ورزشی، بازی‌های ویدئویی، بازی‌های جنگی، یا بازی‌های شبیه‌سازی از اصول طراحی بازی بهره‌مند می‌شوند.
از لحاظ آکادمیک، طراحی بازی بخشی از مطالعات بازی است، در حالی که تئوری بازی، گرفتن تصمیمات استراتژیک (به‌طور اصلی در موقعیت‌های غیر بازی) را مطالعه می‌کند. بازی‌ها در طول تاریخ از تحقیقات اساسی در زمینه‌های احتمال، هوش مصنوعی، اقتصاد و بهینه‌سازی الهام گرفته‌اند.